# Светски дан пешачења
Светски дан пешачења се обележава сваког 15. октобра.

## Историјат
Године 2000. је Светска асоцијација спорта 15. октобар прогласила Светским даном пешачења у циљу промоције физичке активност. Кампању је подржала и Светска здравствена организација.
ЈП „Национални парк Фрушка гора” сваке године спроводи низ активности, манифестација, едукативних радионица, шетњи у природи и спортских дешавања како би подигли свест свих старосних група о значају очувања здравља. Информативни центар Националног парка организује различите излетничке програме са посетом туристичких локалитета, као и посету најпознатијих винарија са могућношћу дегустације вина, специјалитета и производа. Сарађују са бројним планинарским друштвима и удружења широм Војводине и Србије.
Планинарски савез Србије сваке године организује манифестацију „Корака ближе здрављу!” подом Светског дана пешачења.
Године 2021. су национални олимпијски комитети, универзитети, међународне спортске федерације, националне спортске асоцијације за све, локални спортски клубови и појединци у осамдесет и шест земаља света организовали разне активности као што су ходање, трчање, планинарење, оријентиринг, јахање, бициклизам, пливање, једрење и веслање са циљем промоције кретања. Представници Савеза „Спорт за све Војводине” су организовали рекреативну шетњу и вожњу бициклом са поруком „Предајемо штафету за здравију планету!”.